# Der müde Tod
Der müde Tod is een Duitse dramafilm uit 1921 onder regie van Fritz Lang.

## Verhaal
Een jonge vrouw tracht haar geliefde terug te halen van de doden. Na een visioen valt ze flauw en wordt ze naar een arts gebracht. Die geeft haar een gif. Ze komt tegenover de Dood te staan. Hij laat haar drie brandende kaarsen zien. Die stellen elk het leven van een mens voor. Bij het uitgaan van de kaars sterft de persoon. Als zij erin slaagt een van de drie levens te redden, zal ze haar geliefde terugkrijgen.

## Rolverdeling
| Acteur             | Personage                    |
| ------------------ | ---------------------------- |
| Lil Dagover        | Vrouw                        |
| Walter Janssen     | Man                          |
| Bernhard Goetzke   | Dood                         |
| Hans Sternberg     | Burgemeester                 |
| Ernst Rückert      | Priester                     |
| Max Adalbert       | Notaris                      |
| Wilhelm Diegelmann | Arts                         |
| Erich Pabst        | Leraar                       |
| Karl Platen        | Apotheker                    |
| Hermann Picha      | Kleermaker                   |
| Paul Rehkopf       | Grafdelver                   |
| Max Pfeiffer       | Nachtwachter                 |
| Georg John         | Bedelaar                     |
| Lydia Potechina    | Waardin                      |
| Grete Berger       | Moeder                       |
| Rudolf Klein-Rogge | Derwisj                      |
| Edgar Pauly        | Vertrouweling van de derwisj |
| Karl Huszar-Puffy  | Keizer van China             |
| Paul Biensfeldt    | Ahi, de tovenaar             |